# Premier liga Krima 2016./17.
Nogometno prvenstvo Krima ("Premier liga Krimskog nogometnog saveza", rus. Чемпионат Премьер-лиги Крымского футбольного союза по футболу) je nogometno prvenstvo koje se od sezone 2015./16. održava na Krimskom poluotoku pod pokroviteljstvom UEFA-e. Nastalo je kao solomonsko rješenje sukoba interesa između ukrajinskog i ruskog nogometnog saveza. Ligu čini osam klubova i utakmice se igraju četverokružno, odnosno odigraće se 28 kola. Liga se igra od kolovoza do svibnja. Pobjednik prvenstva i zvaničan prvak lige je klub koji osvoji najviše poena po završetku natjecanja. Posljednjeplasirani klub ispada u niži rang, dok njegovo mjesto u narednoj sezoni zauzima osvajač Prve divizije ako zadovolji zahtjeve profesionalne lige.

## Tablica
| Mj. | Klub                       | Sus. | Pobj. | Ner. | Por. | GR.   | Bod. |
| --- | -------------------------- | ---- | ----- | ---- | ---- | ----- | ---- |
| 1.  | FK SKČF Sevastopolj        | 28   | 18    | 4    | 6    | 65:37 | 58   |
| 2.  | FK Krimteplica             | 28   | 17    | 6    | 5    | 59:28 | 57   |
| 3.  | FK Jevpatorija             | 28   | 15    | 3    | 10   | 64:36 | 48   |
| 4.  | FK Okean Kerč              | 28   | 14    | 4    | 10   | 46:34 | 46   |
| 5.  | FK TSK-Tavrija Simferopolj | 28   | 13    | 4    | 11   | 41:45 | 43   |
| 6.  | FK Kafa Feodosija          | 28   | 7     | 8    | 13   | 46:49 | 29   |
| 7.  | FK Rubin Jalta             | 28   | 7     | 7    | 14   | 25:42 | 28   |
| 8.  | FK Bahčisaraj              | 28   | 2     | 2    | 24   | 19:94 | 8    |

## Rezultati
| 20. kolovoza 2016. godine | 20. kolovoza 2016. godine | 20. kolovoza 2016. godine | 20. kolovoza 2016. godine  |
| ------------------------- | ------------------------- | ------------------------- | -------------------------- |
| 16:00                     | FK Bahčisaraj             | 1:2                       | FK Rubin Jalta             |
| 16:00                     | FK Kafa Feodosija         | 0:0                       | FK Okean Kerč              |
| 17:00                     | FK Jevpatorija            | 4:1                       | FK TSK-Tavrija Simferopolj |
| 21. kolovoza 2015. godine |                           |                           |                            |
| 18:00                     | FK SKČF Sevastopolj       | 1:4                       | FK Krimteplica             |

| 27. kolovoza 2016. godine | 27. kolovoza 2016. godine  | 27. kolovoza 2016. godine | 27. kolovoza 2016. godine |
| ------------------------- | -------------------------- | ------------------------- | ------------------------- |
| 16:00                     | FK TSK-Tavrija Simferopolj | 1:1                       | FK Kafa Feodosija         |
| 18:00                     | FK Krimteplica             | 3:0                       | FK Jevpatorija            |
| 28. kolovoza 2016. godine |                            |                           |                           |
| 16:00                     | FK Rubin Jalta             | 1:3                       | FK SKČF Sevastopolj       |
| 16:00                     | FK Okean Kerč              | 4:0                       | FK Bahčisaraj             |

| 3. rujna 2016. godine | 3. rujna 2016. godine | 3. rujna 2016. godine | 3. rujna 2016. godine      |
| --------------------- | --------------------- | --------------------- | -------------------------- |
| 16:00                 | FK Jevpatorija        | 2:2                   | FK Kafa Feodosija          |
| 16:00                 | FK Bahčisaraj         | 1:4                   | FK TSK-Tavrija Simferopolj |
| 4. rujna 2016. godine |                       |                       |                            |
| 17:00                 | FK SKČF Sevastopolj   | 2:1                   | FK Okean Kerč              |
| 17:00                 | FK Krimteplica        | 3:0                   | FK Rubin Jalta             |

| 10. rujna 2016. godine | 10. rujna 2016. godine     | 10. rujna 2016. godine | 10. rujna 2016. godine |
| ---------------------- | -------------------------- | ---------------------- | ---------------------- |
| 14:00                  | FK Kafa Feodosija          | 3:1                    | FK Bahčisaraj          |
| 16:00                  | FK Rubin Jalta             | 0:2                    | FK Jevpatorija         |
| 11. rujna 2016. godine |                            |                        |                        |
| 15:00                  | FK Okean Kerč              | 0:0                    | FK Krimteplica         |
| 16:00                  | FK TSK-Tavrija Simferopolj | 1:1                    | FK SKČF Sevastopolj    |

| 26. studenog 2016. godine ↓1 | 26. studenog 2016. godine ↓1 | 26. studenog 2016. godine ↓1 | 26. studenog 2016. godine ↓1 |
| ---------------------------- | ---------------------------- | ---------------------------- | ---------------------------- |
| 12:00                        | FK Jevpatorija               | 3:2                          | FK Bahčisaraj                |
| 12:00                        | FK Rubin Jalta               | 0:0                          | FK Okean Kerč                |
| 13:00                        | FK SKČF Sevastopolj          | 2:1                          | FK Kafa Feodosija            |
| 13:00                        | FK Krimteplica               | 2:0                          | FK TSK-Tavrija Simferopolj   |

| 24. rujna 2016. godine | 24. rujna 2016. godine     | 24. rujna 2016. godine | 24. rujna 2016. godine |
| ---------------------- | -------------------------- | ---------------------- | ---------------------- |
| 14:00                  | FK Kafa Feodosija          | 3:1                    | FK Krimteplica         |
| 25. rujna 2016. godine |                            |                        |                        |
| 15:00                  | FK Bahčisaraj              | 0:3                    | FK SKČF Sevastopolj    |
| 15:00                  | FK TSK-Tavrija Simferopolj | 2:0                    | FK Rubin Jalta         |
| 15:00                  | FK Okean Kerč              | 0:1                    | FK Jevpatorija         |

| 1. listopada 2016. godine | 1. listopada 2016. godine | 1. listopada 2016. godine | 1. listopada 2016. godine  |
| ------------------------- | ------------------------- | ------------------------- | -------------------------- |
| 14:00                     | FK Okean Kerč             | 0:1                       | FK TSK-Tavrija Simferopolj |
| 15:00                     | FK Jevpatorija            | 4:0                       | FK SKČF Sevastopolj        |
| 15:00                     | FK Rubin Jalta            | 2:0                       | FK Kafa Feodosija          |
| 16:00                     | FK Krimteplica            | 2:0                       | FK Bahčisaraj              |

| 9. listopada 2016. godine | 9. listopada 2016. godine  | 9. listopada 2016. godine | 9. listopada 2016. godine |
| ------------------------- | -------------------------- | ------------------------- | ------------------------- |
| 14:00                     | FK Okean Kerč              | 1:0                       | FK Kafa Feodosija         |
| 14:00                     | FK TSK-Tavrija Simferopolj | 3:0                       | FK Jevpatorija            |
| 15:00                     | FK Rubin Jalta             | 1:2                       | FK Bahčisaraj             |
| 17:00                     | FK Krimteplica             | 2:0                       | FK SKČF Sevastopolj       |

| 15. listopada 2016. godine | 15. listopada 2016. godine | 15. listopada 2016. godine | 15. listopada 2016. godine |
| -------------------------- | -------------------------- | -------------------------- | -------------------------- |
| 14:00                      | FK Bahčisaraj              | 0:3                        | FK Okean Kerč              |
| 15:00                      | FK SKČF Sevastopolj        | 0:0                        | FK Rubin Jalta             |
| 16. listopada 2016. godine |                            |                            |                            |
| 14:00                      | FK Kafa Feodosija          | 2:2                        | FK TSK-Tavrija Simferopolj |
| 14:00                      | FK Jevpatorija             | 0:0                        | FK Krimteplica             |

| 22. listopada 2016. godine | 22. listopada 2016. godine | 22. listopada 2016. godine | 22. listopada 2016. godine |
| -------------------------- | -------------------------- | -------------------------- | -------------------------- |
| 14:00                      | FK TSK-Tavrija Simferopolj | 2:0                        | FK Bahčisaraj              |
| 14:00                      | FK Rubin Jalta             | 0:2                        | FK Krimteplica             |
| 23. listopada 2016. godine |                            |                            |                            |
| 14:00                      | FK Okean Kerč              | 1:2                        | FK SKČF Sevastopolj        |
| 14:00                      | FK Kafa Feodosija          | 2:1                        | FK Jevpatorija             |

| 29. listopada 2016. godine | 29. listopada 2016. godine | 29. listopada 2016. godine | 29. listopada 2016. godine |
| -------------------------- | -------------------------- | -------------------------- | -------------------------- |
| 16:00                      | FK Krimteplica             | 3:2                        | FK Okean Kerč              |
| 16:00                      | FK SKČF Sevastopolj        | 0:1                        | FK TSK-Tavrija Simferopolj |
| 30. listopada 2016. godine |                            |                            |                            |
| 13:00                      | FK Jevpatorija             | 4:0                        | FK Rubin Jalta             |
| 13:00                      | FK Bahčisaraj              | 0:3                        | FK Kafa Feodosija          |

| 5. studenog 2016. godine | 5. studenog 2016. godine   | 5. studenog 2016. godine | 5. studenog 2016. godine |
| ------------------------ | -------------------------- | ------------------------ | ------------------------ |
| 12:00                    | FK Kafa Feodosija          | 1:3                      | FK SKČF Sevastopolj      |
| 13:00                    | FK Bahčisaraj              | 0:2                      | FK Jevpatorija           |
| 13:00                    | FK TSK-Tavrija Simferopolj | 1:3                      | FK Krimteplica           |
| 6. studenog 2016. godine |                            |                          |                          |
| 13:00                    | FK Okean Kerč              | 1:0                      | FK Rubin Jalta           |

| 12. studenog 2016. godine | 12. studenog 2016. godine | 12. studenog 2016. godine | 12. studenog 2016. godine  |
| ------------------------- | ------------------------- | ------------------------- | -------------------------- |
| 12:00                     | FK Rubin Jalta            | 2:3                       | FK TSK-Tavrija Simferopolj |
| 12:00                     | FK Jevpatorija            | 1:2                       | FK Okean Kerč              |
| 13:00                     | FK SKČF Sevastopolj       | 4:1                       | FK Bahčisaraj              |
| 14:00                     | FK Krimteplica            | 1:1                       | FK Kafa Feodosija          |

| 20. studenog 2016. godine | 20. studenog 2016. godine  | 20. studenog 2016. godine | 20. studenog 2016. godine |
| ------------------------- | -------------------------- | ------------------------- | ------------------------- |
| 12:00                     | FK Kafa Feodosija          | 0:1                       | FK Rubin Jalta            |
| 12:00                     | FK Bahčisaraj              | 0:1                       | FK Krimteplica            |
| 12:00                     | FK TSK-Tavrija Simferopolj | 1:0                       | FK Okean Kerč             |
| 13:00                     | FK SKČF Sevastopolj        | 4:3                       | FK Jevpatorija            |

| 4. ožujka 2017. godine | 4. ožujka 2017. godine | 4. ožujka 2017. godine | 4. ožujka 2017. godine     |
| ---------------------- | ---------------------- | ---------------------- | -------------------------- |
| 12:00                  | FK Kafa Feodosija      | 1:3                    | FK Okean Kerč              |
| 13:00                  | FK SKČF Sevastopolj    | 2:1                    | FK Krimteplica             |
| 5. ožujka 2017. godine |                        |                        |                            |
| 12:00                  | FK Jevpatorija         | 2:3                    | FK TSK-Tavrija Simferopolj |
| 14:00                  | FK Bahčisaraj          | 1:1                    | FK Rubin Jalta             |

| 19. ožujka 2017. godine | 19. ožujka 2017. godine    | 19. ožujka 2017. godine | 19. ožujka 2017. godine |
| ----------------------- | -------------------------- | ----------------------- | ----------------------- |
| 11:00                   | FK TSK-Tavrija Simferopolj | 3:2                     | FK Kafa Feodosija       |
| 13:00                   | FK Okean Kerč              | 3:0 ↓2                  | FK Bahčisaraj           |
| 14:00                   | FK Rubin Jalta             | 0:1                     | FK SKČF Sevastopolj     |
| 15:00                   | FK Krimteplica             | 1:2                     | FK Jevpatorija          |

| 22. ožujka 2017. godine | 22. ožujka 2017. godine | 22. ožujka 2017. godine | 22. ožujka 2017. godine    |
| ----------------------- | ----------------------- | ----------------------- | -------------------------- |
| 14:00                   | FK Jevpatorija          | 3:1                     | FK Kafa Feodosija          |
| 25. ožujka 2017. godine |                         |                         |                            |
| 13:00                   | FK Bahčisaraj           | 1:2                     | FK TSK-Tavrija Simferopolj |
| 15:00                   | FK Krimteplica          | 2:2                     | FK Rubin Jalta             |
| 26. ožujka 2017. godine |                         |                         |                            |
| 15:00                   | FK SKČF Sevastopolj     | 6:0                     | FK Okean Kerč              |

| 1. travnja 2017. godine | 1. travnja 2017. godine    | 1. travnja 2017. godine | 1. travnja 2017. godine |
| ----------------------- | -------------------------- | ----------------------- | ----------------------- |
| 14:00                   | FK TSK-Tavrija Simferopolj | 2:0                     | FK SKČF Sevastopolj     |
| 2. travnja 2017. godine |                            |                         |                         |
| 14:00                   | FK Okean Kerč              | 2:3                     | FK Krimteplica          |
| 14:00                   | FK Kafa Feodosija          | 1:1                     | FK Bahčisaraj           |
| 15:00                   | FK Rubin Jalta             | 1:1                     | FK Jevpatorija          |

| 8. travnja 2017. godine | 8. travnja 2017. godine | 8. travnja 2017. godine | 8. travnja 2017. godine    |
| ----------------------- | ----------------------- | ----------------------- | -------------------------- |
| 15:00                   | FK Jevpatorija          | 5:0                     | FK Bahčisaraj              |
| 16:00                   | FK SKČF Sevastopolj     | 4:1                     | FK Kafa Feodosija          |
| 17:00                   | FK Krimteplica          | 1:0                     | FK TSK-Tavrija Simferopolj |
| 9. travnja 2017. godine |                         |                         |                            |
| 15:00                   | FK Rubin Jalta          | 0:2                     | FK Okean Kerč              |

| 15. travnja 2017. godine | 15. travnja 2017. godine   | 15. travnja 2017. godine | 15. travnja 2017. godine |
| ------------------------ | -------------------------- | ------------------------ | ------------------------ |
| 14:00                    | FK TSK-Tavrija Simferopolj | 0:2                      | FK Rubin Jalta           |
| 15:00                    | FK Bahčisaraj              | 1:5                      | FK SKČF Sevastopolj      |
| 17. travnja 2017. godine |                            |                          |                          |
| 14:00                    | FK Kafa Feodosija          | 1:1                      | FK Krimteplica           |
| 14:00                    | FK Okean Kerč              | 1:0                      | FK Jevpatorija           |

| 22. travnja 2017. godine   | 22. travnja 2017. godine | 22. travnja 2017. godine | 22. travnja 2017. godine   |
| -------------------------- | ------------------------ | ------------------------ | -------------------------- |
| 15:00                      | FK Jevpatorija           | 0:1                      | FK SKČF Sevastopolj        |
| 16:00                      | FK Rubin Jalta           | 2:1                      | FK Kafa Feodosija          |
| 23. travnja 2017. godine   |                          |                          |                            |
| 14:00                      | FK Okean Kerč            | 6:1                      | FK TSK-Tavrija Simferopolj |
| 3. svibnja 2017. godine ↓3 |                          |                          |                            |
| 18:00                      | FK Krimteplica           | 3:0                      | FK Bahčisaraj              |

| 29. travnja 2017. godine | 29. travnja 2017. godine   | 29. travnja 2017. godine | 29. travnja 2017. godine |
| ------------------------ | -------------------------- | ------------------------ | ------------------------ |
| 16:00                    | FK Rubin Jalta             | 2:3                      | FK Bahčisaraj            |
| 18:00                    | FK Krimteplica             | 1:3                      | FK SKČF Sevastopolj      |
| 30. travnja 2017. godine |                            |                          |                          |
| 14:00                    | FK Okean Kerč              | 1:0                      | FK Kafa Feodosija        |
| 15:00                    | FK TSK-Tavrija Simferopolj | 1:2                      | FK Jevpatorija           |

| 6. svibnja 2017. godine     | 6. svibnja 2017. godine | 6. svibnja 2017. godine | 6. svibnja 2017. godine    |
| --------------------------- | ----------------------- | ----------------------- | -------------------------- |
| 15:00                       | FK Kafa Feodosija       | 2:2                     | FK TSK-Tavrija Simferopolj |
| 15:00                       | FK Bahčisaraj           | 1:4                     | FK Okean Kerč              |
| 17:00                       | FK SKČF Sevastopolj     | 1:1                     | FK Rubin Jalta             |
| 31. svibnja 2017. godine ↓4 |                         |                         |                            |
| 16:00                       | FK Jevpatorija          | 3:1                     | FK Krimteplica             |

| 13. svibnja 2017. godine | 13. svibnja 2017. godine   | 13. svibnja 2017. godine | 13. svibnja 2017. godine |
| ------------------------ | -------------------------- | ------------------------ | ------------------------ |
| 15:00                    | FK TSK-Tavrija Simferopolj | 3:1                      | FK Bahčisaraj            |
| 15:00                    | FK Okean Kerč              | 2:2                      | FK SKČF Sevastopolj      |
| 14. svibnja 2017. godine |                            |                          |                          |
| 15:00                    | FK Kafa Feodosija          | 2:1                      | FK Jevpatorija           |
| 16:00                    | FK Rubin Jalta             | 0:0                      | FK Krimteplica           |

| 20. svibnja 2017. godine | 20. svibnja 2017. godine | 20. svibnja 2017. godine | 20. svibnja 2017. godine   |
| ------------------------ | ------------------------ | ------------------------ | -------------------------- |
| 18:00                    | FK Krimteplica           | 4:1                      | FK Okean Kerč              |
| 18:00                    | FK SKČF Sevastopolj      | 3:0                      | FK TSK-Tavrija Simferopolj |
| 21. svibnja 2017. godine |                          |                          |                            |
| 15:00                    | FK Bahčisaraj            | 0:8                      | FK Kafa Feodosija          |
| 16:00                    | FK Jevpatorija           | 3:0                      | FK Rubin Jalta             |

| 27. svibnja 2017. godine | 27. svibnja 2017. godine   | 27. svibnja 2017. godine | 27. svibnja 2017. godine |
| ------------------------ | -------------------------- | ------------------------ | ------------------------ |
| 15:00                    | FK Bahčisaraj              | 0:8                      | FK Jevpatorija           |
| 15:00                    | FK TSK-Tavrija Simferopolj | 0:4                      | FK Krimteplica           |
| 16:00                    | FK Kafa Feodosija          | 2:4                      | FK SKČF Sevastopolj      |
| 28. svibnja 2017. godine |                            |                          |                          |
| 15:00                    | FK Okean Kerč              | 1:2                      | FK Rubin Jalta           |

| 3. lipnja 2017. godine | 3. lipnja 2017. godine | 3. lipnja 2017. godine | 3. lipnja 2017. godine     |
| ---------------------- | ---------------------- | ---------------------- | -------------------------- |
| 16:00                  | FK Rubin Jalta         | 1:0                    | FK TSK-Tavrija Simferopolj |
| 16:00                  | FK Jevpatorija         | 2:3                    | FK Okean Kerč              |
| 16:00                  | FK SKČF Sevastopolj    | 6:0                    | FK Bahčisaraj              |
| 16:00                  | FK Krimteplica         | 4:2                    | FK Kafa Feodosija          |

| 10. lipnja 2017. godine | 10. lipnja 2017. godine    | 10. lipnja 2017. godine | 10. lipnja 2017. godine |
| ----------------------- | -------------------------- | ----------------------- | ----------------------- |
| 16:00                   | FK TSK-Tavrija Simferopolj | 1:2                     | FK Okean Kerč           |
| 16:00                   | FK Kafa Feodosija          | 3:2                     | FK Rubin Jalta          |
| 16:00                   | FK SKČF Sevastopolj        | 2:5                     | FK Jevpatorija          |
| 16:00                   | FK Bahčisaraj              | 2:6                     | FK Krimteplica          |